# 科科世界
科科世界股份有限公司，前身為KKBOX Group，是一間總部位於台灣的集團公司。公司以「影響力經濟」為發展核心，旗下包含KKFARM、KKLIVE與KKTV。2023年KKCompany改名為KKCulture，並拆分出新公司「KKCompany」。

## 拆分公司
新加坡商科科科技股份有限公司，簡稱KKCompany ，是一間總部位於新加坡的軟體科技集團，於台灣設有分公司。公司於2023年由KKCompany  (現KKCulture) 拆分而成立，公司以「軟體科技」為發展核心，核心商品為全球第一家合法音樂串流服務平台KKBOX，服務地區涵蓋台灣、日本、香港、新加坡、馬來西亞。
2023年末，證交所董事會已通過科科科技上市申請，該公司將以代號KKT-KY、代號6950於臺灣2024年第二季掛牌上市。随后在2024年6月13日，科科科技(KKCompany)宣布，未能如期於證交所順利掛牌上市。原因是指控統一證券「失職失能」，認為在上市過程中遭到統一證券多所刁難，且因統一證券不願送件，導致未能如期於證交所順利掛牌上市。

## 沿革
- 2000年，推出BBS（電子布告欄）KKMAN。
- 2005年，創立串流媒體平台KKBOX。
- 2009年，進軍香港市場。
- 2010年，成為日本綜合電信巨頭KDDI株式會社旗下公司。
- 2011年3月，獲宏達電HTC投資。
- 2014年2月6日，正式集團化為「KKBOX Group」。
- 2014年8月，獲新加坡主權基金GIC投資1.04億美金[4]。
- 2016年8月，旗下串流影音服務平台KKTV上市
- 2019年5月，宣布與 Lawson Entertainment , Inc.結盟，推出日本業界首創 O2O 音樂串流服務 HMVmusic。
- 2021年11月25日，宣佈更名為「KKCompany」。原因是控股公司原名與旗下產品KKBOX名稱相同，在海外營收占比高達40%時，更名並梳理產品線以免造成誤會，也宣揚進攻海外的決心。[5]
- 2023年1月9日，宣布KKCompany將改名為KKCulture，以「影響力經濟」為發展核心，並拆分公司，另外成立以「軟體科技」為核心的KKCompany Technologies集團。[3]
- 2023年9月，台灣大哥大宣布將旗下公司台灣酷樂時代 (MyMusic) 以3,000萬美元賣給KKCompany Tecnologies (科科科技)，並將投資1,500萬美元參加科科科技集團上市前增資。年底前將協助音樂串流平台MyMusic的用戶轉移到KKBOX。[6]

## 事業體
自2023年初集團拆分為以「軟體科技」為主的科科科技（KKCompany Technologies）集團，和以「影響力經濟」為發展核心的KKCulture集團。科科科技集團旗下有三大自有產品品牌，包括音樂串流（KKBOX）、多媒體科技（BlendVision）、雲端智慧（Going Cloud）。KKCulture 集團旗下包含 KKFARM、KKLIVE 與 KKTV 。

### KKBOX
2005年創立，為集團原始品牌，至今擁有超過9000萬首曲目，服務地區包括台灣、香港、日本及新加坡。2012年開始轉虧為盈。

### KKTV
2016年創立，提供影音內容與影音串流服務，亦投入自製原生內容。現以日劇動漫為主要內容特色，擁有400萬註冊會員，2021年開始轉虧為盈。

### KKStream
2016年創立，於集團內營收僅次於KKBOX。九成以上收入來自日本市場，客戶包括日本電視台、頻道商、韓國Mnet亞洲音樂大獎（MAMA）、鴻海集團尾牙、傳統影音內容的串流服務以及企業影音內容等，也以獨家即時影像串流產品 BlendVision Moment 推動線上直播活動。目標是成為日本市場領導品牌，並逐步往台灣與東南亞佈局。

### KKFARM
2017年創立之文化創意品牌，現已投資30多個新興音樂品牌，包括陳芳語、茄子蛋、高爾宣等歌手。目前已投資2個美國品牌，期望持續向外擴展。

### KKLIVE
2018年創立，由集團旗艦活動「KKBOX風雲榜」衍生而出的策展單位，是台灣首個一站式活動直播平台，為活動主辦提供線上直播轉換解決方案，幫助表演團體重返舞臺。截至2021年，已有數百場演出透過 KKTIX Live 舉行，除了音樂表演，更囊括電影座談、健身課程、科技研討會，以及各式各樣線上直播課程。未來將透過旗下活動售票平台 KKTIX 與直播平台 KKTIX Live，致力於實體與線上混合演出模式的持續發展。目前主要服務台灣、香港、澳門用戶。中長期發展方向是增加活動數量、產品類型，甚至是協助主辦方創造更多收入來源。

### KKTIX
2015年4月23日，KKBOX 分兩階段投資華娛網路娛樂股份有限公司，成為華娛網路的最大法人股東。KKTIX 則與華娛售票系統整併，保留 KKTIX 的名稱，但由華娛網路團隊營運。

## 外部連結
- 官方网站 （页面存档备份，存于）
- 台灣公司資料 （页面存档备份，存于）